# Sint-Vedastuskerk (Quend)
De Sint-Vedastuskerk of Sint-Vaastkerk (Frans: Église Saint-Vaast) is de parochiekerk van de tot het Franse departement Somme behorende plaats Quend, gelegen aan de Rue de l'Église.

## Geschiedenis
In 1266 werd voor het eerst melding gemaakt van een kerk te Quend. Links van het koor bevindt zich nog een kapel in flamboyante gotiek van de 15e eeuw. De huidige toren werd gebouwd tussen 1742 en 1748. Ook het schip en het koor zijn 18e-eeuws.
Aan de rechterzijde van de kerk bevindt zich een Mariakapel die in 1880 werd herbouwd. De heren van Retz hadden het recht om in deze kapel begraven te worden.

## Gebouw
De kerk is gebouwd in silex, baksteen en natuursteen. Hij bestaat uit een schip, een transept en een verhoogd koor. Verder is er een voorgebouwde toren met vierkante plattegrond. Hierop bevindt zich een achthoekige koepel waarop een lantaarn, waardoor de toren in totaal 35 meter hoog is.
In 1767, 1826 en 1905 diende de toren als meetpunt voor de driehoeksmeting om de kaart van Frankrijk samen te stellen.